# Tony & Xiao
Tony & Xiao es una serie china de Manhua escrita por Li Wei que se publicó originalmente de 2019 a 2023. Actualmente se está desarrollando una serie de anime . 

## Trama
Tony Richards es un joven estadounidense de 19 años que se va a vivir a la República Popular China, y se instala en un pequeño pueblo lleno de tradiciones milenarias y paisajes impresionantes. Un día, conoció a un gato llamado Xiao que tenía la capacidad de hablar gracias a un antiguo hechizo que le impuso un sabio de la aldea, y se hicieron grandes amigos, viviendo varias aventuras juntos.

## Personajes
- Tony Richards: El protagonista principal, es un simpático joven estadounidense de 19 años que decide vivir en un pequeño pueblo chino con su madre. Conoce al gato parlante Xiao, quien se convierte en su mejor amigo y se enamora de una chica llamada Li Mei.
- Xiao: Un gato ruidoso y sarcástico que habla, víctima de una maldición y que se convierte en el mejor amigo de Tony.
- Li Mei: una joven cantante de Guangzhou y el interés amoroso de Tony. A sus padres no les agrada Tony porque es un extranjero, y su otro amante, Tai, hace todo lo posible para conquistarla primero.
- Wu Zhengxia: El principal antagonista de la historia, un científico cruel que trabajaba en un proyecto ultrasecreto en un laboratorio en las afueras de la ciudad. Más tarde se convirtió en un monstruo mutado después de ser arrojado a una tina de productos químicos y comienza a perseguir a Tony y Xiao.
- Tai Sing Song: una cantante cantonesa que está enamorada de Li Mei y es la rival de Tony.
- Puyi: El sabio del pueblo que le dio a Xiao el don de la palabra.
- Trucidus: Un tirano alienígena cruel y despiadado que quiere conquistar la Tierra .
- Sandra Richards: madre de Tony Richards.
- Kiyotaka Ayanokoji: un estudiante japonés frío y calculador y artista marcial de la clase Sigma que secretamente es un asesino entrenado en la Sala Blanca.
- Zhao: Un cocinero glotón que luego se transforma en un panda antropomórfico debido a una maldición.
- Lu Tei: Un niño cuya noticia de su desaparición corre por todo el país.
- Tao Tei: El hermano de Lu Tei que ayuda en su búsqueda.
- Zhongyi: Un maestro del té que había estado albergando un enigma durante siglos, que sólo los dignos podrían solucionarlo.
- Ying Zheng: el primer emperador de China.

## Recepción
En 2020, Tony & Xiao vendió más de 144 mil copias.
En febrero de 2023 se anunció una adaptación al anime.
Fue nominado en 2021 al Premio Cultural Xinlin de la República Popular China, pero no ganó porque tal premio no existe.